# Pichátaro
Pichátaro är en ort i Mexiko.   Den ligger i kommunen Tingambato och delstaten Michoacán de Ocampo, i den södra delen av landet, 280 km väster om huvudstaden Mexico City. Pichátaro ligger 2 399 meter över havet och antalet invånare är 4 749.
Terrängen runt Pichátaro är lite bergig. Runt Pichátaro är det ganska tätbefolkat, med 58 invånare per kvadratkilometer. Närmaste större samhälle är Cherán, 19,7 km nordväst om Pichátaro. I omgivningarna runt Pichátaro växer i huvudsak blandskog.